# Trinidad és Tobago zászlaja
A fekete szín a nép elkötelezettségét jelképezi, az egyetlen erős kötéssel összekapcsolt embereket, valamint az erőt, az egységet, a közös célokat és a föld gazdagságát. A vörös szín a nép életerejét, a nap melegét és energiáját, valamint az emberek bátorságát és barátságosságát szimbolizálja. A fehér a tengert, a törekvések tisztaságát és minden ember egyenlőségét jelzi.

## Lobogók

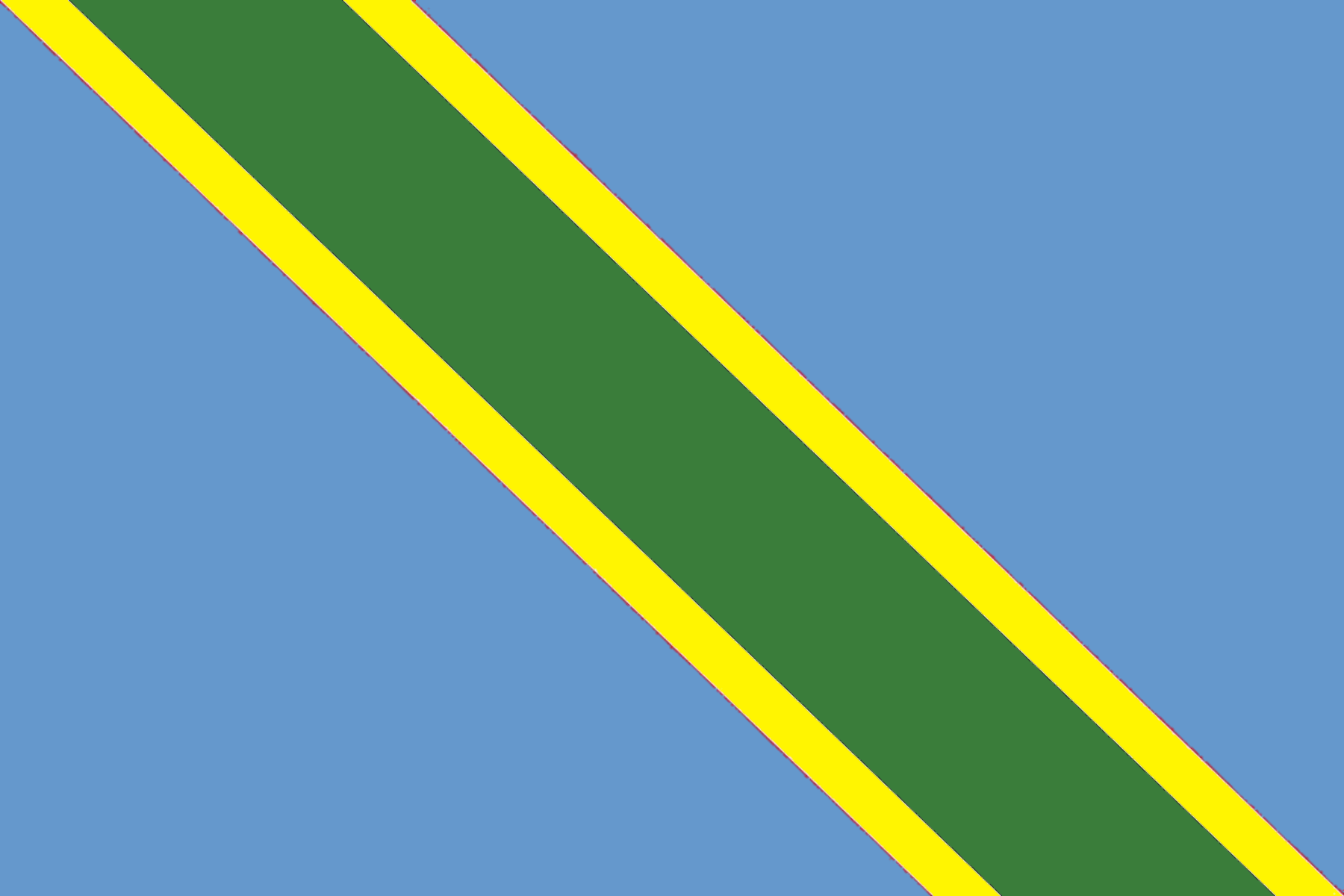
Tobago szigetének zászlaja